# 코노 수르

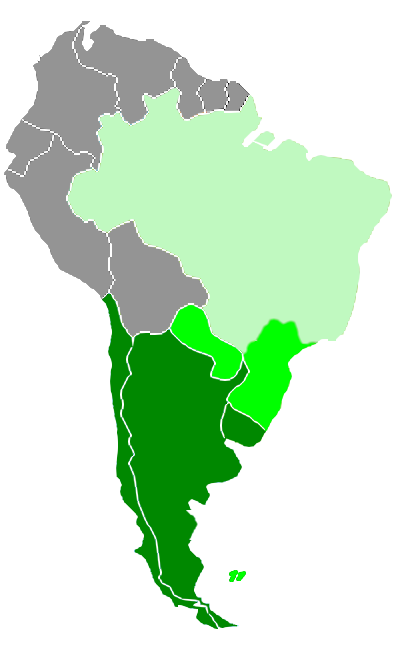
진녹색: 항상 포함
중간 녹색: 이따금 포함
연녹색: 거의 드문 예외

코노 수르(스페인어: Cono Sur) 혹은 코니 술(브라질 포르투갈어: Cone Sul)은 남회귀선 아래, 남아메리카의 최남단 지역으로 구성된 지리적 영역을 가리키는 말이다. 아르헨티나, 칠레, 우루과이 전역과 파라과이의 일부, 그리고 브라질의 히우그란지두술주, 산타카타리나주, 파라나 주, 상파울루주 등의 남부 일부를 포함한다.

## 같이 보기
- 기아나